# Adherència (medicina)
Les adherències són bandes o membranes fibroses que es formen entre teixits i òrgans. És una resposta del organisme a agressions que causen una reacció inflamatòria, com les lesions que poden produir-se durant una intervenció quirúrgica. Es poden considerar un tipus de teixit cicatricial intern que connecta teixits que habitualment no estan connectats i pot tenir una funció beneficiosa, com ara mantenir estructures anatòmiques.

## Patofisiologia
Les adherències es formen de manera natural durant el procés de curació del cos després d'una cirurgia, de manera similar a com es forma una cicatriu. El terme 'adherència' s'utilitza quan la cicatriu s'estén d'un teixit a un altre, normalment a través d'un espai virtual com ara la cavitat peritoneal. La formació d'una adherència postquirúrgica acostuma a passar quan dues superfícies ferides estan a prop l'una de l'altra. Sovint això causa inflamació i produeix dipòsits de fibrina als teixits danyats. Aleshores la fibrina connecta les dues estructures adjacents allà on va tenir lloc el dany tissular. La fibrina actua com un adhesiu que segella la lesió i construeix l'adherència incipient, que en aquest punt s'anomena adherència fibrinosa. En cavitats corporals com ara el peritoneu, l'espai pericardíac i les ocupades per la sinòvia, hi poden actuar enzims fibrinolítics, com la lumbroquinasa, per limitar l'extensió de l'adherència fibrinosa inicial, i fins i tot pot dissoldre-la. En molts casos, la producció o l'activitat d'aquests enzims es veu compromesa a causa de lesions i això afavoreix la persistència de l'adherència fibrinosa.
Si es permet que això succeeixi, les cèl·lules encarregades de la reparació de teixits, com els macròfags, fibroblasts i les cèl·lules mesotelials dels vasos sanguinis, penetren en l'adherència fibrinosa i hi dipositen col·lagen i altres substàncies de la matriu extracel·lular, les quals formen una adherència fibrosa permanent. L'any 2002, el grup d'investigació de Giuseppe Martucciello va demostrar el rol potencialment contaminant que cossos estranys microscòpics (CE) podien exercir inadvertidament al camp quirúrgic durant la cirurgia. Aquestes dades suggerien que fan falta dos estímuls diferents per a la formació d'adherències: una lesió directa de les capes mesotelials i un cos estrany de substrat sòlid (CE). La hiperglucèmia augmenta el risc de desenvolupar adherències postquirúrgiques.
Si bé algunes adherències no causen problemes, n'hi ha d'altres que poden impedir que el múscul i altres teixits i òrgans es moguin lliurement, causant de vegades que els òrgans es torcin o es moguin de les seves posicions normals.

## Regions afectades

### Capsulitis adhesiva
En el cas de la capsulitis adhesiva de l'espatlla (també coneguda com a espatlla congelada), les adherències creixen entre les superfícies articulars de l'espatlla i en restringeixen el moviment. La capsulitis adhesiva del turmell és una entitat clínica poc comuna, generalment d'origen postraumàtic, que causa una pèrdua gradual i dolorosa de la mobilitat activa i pasiva d'aquesta articulació. Si no es tracta amb injeccions de corticoesteroides i exercicis físics regulars pot originar una greu retracció de la càpsula articular.

### Adherències abdominals
Les adherències abdominals són causades principalment per procediments quirúrgics intraabdominals, sovint ginecològics o d'emergència, radioteràpia de l'abdomen o diverses malalties inflamatòries. Les adherències comencen a formar-se hores després de la cirurgia i poden provocar que els òrgans interns s'uneixin a la zona quirúrgica o bé a altres òrgans de la cavitat abdominal. La torsió del budell i l'estirament d'òrgans interns a causa de l'adherència poden ser causa de diverses complicacions, com obstrucció intestinal infantil, dolor abdominal, ili, dispèpsia, vòmits, meteorisme o disparèunia. Les hèrnies adhesives de l'epipló major són una causa infreqüent d'abdomen agut i el seu diagnòstic preoperatori és difícil, ja que solen cursar amb una simptomatologia inespecífica. En malalts sense antecedents quirúrgics, les hèrnies inguinals estrangulades, les neoplàsies o la malaltia de Crohn poden originar adherències abdominals.
L'obstrucció de l'intestí prim (OIP) és una conseqüència significativa de les adherències postquirúrgiques. Es pot presentar una OIP quan una adherència estira o retorça l'intestí prim i evita que el flux del quil circuli a través del tracte digestiu. L'obstrucció pot aparèixer més de 20 anys després del procediment quirúrgic inicial, sempre que s'hagi donat el cas que una adherència benigna prèvia hagi permès que l'intestí prim es torci espontàniament al voltant de si mateix i s'obstrueixi. Sense atenció mèdica immediata, l'OIP és una condició molt greu i a vegades fatal.
Segons les estadístiques facilitades per l'Enquesta Nacional d'Altes Hospitalàries dels Estats Units (NHDS en anglès), cada any moren als EUA 2.000 persones a causa de l'obstrucció derivada de les adherències. En funció de la gravetat de l'obstrucció, una obstrucció parcial pot alleujar-se amb una intervenció mèdica conservadora. Molts casos d'obstrucció requereixen cirurgia, ja sigui per intentar reduir o dissoldre l'adherència o bé per extirpar la zona afectada de l'intestí prim.

### Adherències pelvianes
Les adherències pelvianes són una forma d'adherències abdominals a la cavitat pelviana. En les dones normalment afecta els òrgans reproductius i, per tant, són motiu de preocupació en termes fertilitat, però també com a causa del dolor crònic pelvià. A banda de la cirurgia, l'endometriosi, la malaltia inflamatòria pelviana i la salpingitis en són causes típiques.
La cirurgia dins de la cavitat uterina (p. ex. dilatació i curetatge, miomectomia, l'ablació endometrial) pot donar lloc a la síndrome d'Asherman (també coneguda com a adherències intrauterines o sinèquies intrauterines), la qual provoca infertilitat, amenorrea i pèrdua fetal recurrent.
El deteriorament del rendiment reproductiu a causa d'adherències pot manifestar-se a través de molts mecanismes, i tots acostumen a derivar de la deformació de la relació tuboovàrica normal. Aquesta deformació pot arribar a impedir que un òvul viatgi a l'extrem fimbriat de la trompa de Fal·lopi. El 2012 una metaanàlisi va concloure que hi ha poca evidència que el posar en pràctica el principi quirúrgic d'utilitzar tècniques menys invasives, introduint menys cossos estranys o causant menys isquèmia es pugui reduir l'abast i la gravetat de les adherències provocades per una cirurgia pelviana.

### Adherències pericardíaques
Les adherències que es formen entre el cor i l'estèrnum després d'una cirurgia cardíaca com a resultat de l'angiogènesi i la inflamació local suposen un risc de patir un dany catastròfic al cor si hi ha un reingrés per una operació posterior.

### Adherències peridurals
Les adherències i cicatrius, com ara la fibrosi epidural, poden aparèixer després d'una cirurgia espinal. Restringeixen el moviment de les arrels nervioses, cosa que n'afavoreix la immobilització i l'aparició de dolor.

### Adherències peritendinoses
Les adherències i cicatrius que es produeixen al voltant dels tendons després d'una cirurgia a la mà limiten el lliscament dels tendons en les seves beines i comprometen la mobilitat digital durant setmanes o mesos, sobretot si el pacient no segueix una fisioteràpia adequada. Les adherències intrarticulars postartroscòpia del cap llarg del tendó del bíceps braquial de l'espatlla són poc comunes i, en molts casos, necessiten reparació quirúrgica. S'ha dissenyat una membrana de nanofibres processades mitjançant electrofilatura que pot ser útil per evitar aquest tipus d'adherencies.

## Relació amb els procediments quirúrgics
Aplicar barreres d'adherència durant la cirurgia pot ajudar a prevenir la formació d'adherències. Hi ha dos mètodes aprovats per l'Administració d'Aliments i Fàrmacs dels Estats Units (FDA) per a la prevenció d'adherències: Intercede i Seprafilm. Un estudi va descobrir que l'ús de Seprafilm és més segur i eficaç a l'hora de prevenir les obstruccions intestinals recurrents derivades d'adherències intrabdominals si es compara amb l'aplicació única de la tècnica quirúrgica. La humidificació de l'àrea a intervenir també pot minimitzar la incidència de les adherències postoperatòries. Per regla general, els procediments mínimament invasius. i la cirurgia laparoscòpica tenen un risc reduït de crear adherències. Durant la cirurgia es poden prendre mesures per ajudar a prevenir adherències, com ara manipular els teixits i òrgans amb cura, utilitzar guants sense midó i sense làtex, evitant que els teixits s'assequin i abreujant el temps de la intervenció quirúrgica, irrigar el camp operatori amb una solució d'icodextrina (un polímer de la glucosa que actúa com a agent osmótic col·loidal) o administrar emulsions lipídiques intraabdominals. La trista realitat, però, és que les adherències són inevitables en la cirurgia i el principal tractament és més cirurgia. A més de les obstruccions intestinals causades per les adherències que són visibles a través de raigs X, no hi ha proves disponibles per diagnosticar amb precisió una adherència.

### Cirurgia abdominal
Un estudi va demostrar que més del 90 per cent de les persones desenvolupen adherències després d'una cirurgia abdominal oberta, i que entre el 55 per cent i el 100 per cent de les dones també en desenvolupen després d'una cirurgia pelviana, causant dolor local i alteracions de la freqúència miccional en algunes pacients. Les adherències d'una cirurgia abdominal o pelviana anterior poden complicar la visibilitat i l'accés en una cirurgia abdominal o pelviana subsegüent. En un estudi molt gran (29.790 participants) publicat a la revista mèdica britànica The Lancet, el 35 per cent dels pacients que s'havien sotmès a cirurgia abdominal o pelviana oberta van ser readmesos a l'hospital una mitjana de dues vegades després de la seva cirurgia, a causa de complicacions relacionades amb l'adherència o per possibles problemes amb les mateixes adherències. Més del 22 per cent de totes les readmissions es van produir el primer any després de la cirurgia inicial. La complexitat derivada de l'adherència en cas de reoperació afegeix un risc significatiu als procediments quirúrgics posteriors. Hi ha òrgans i estructures del cos d'alguns individus que són més propensos a la formació d'adherència que d'altres. L'oment és particularment susceptible a la formació d'adherències. Un estudi va trobar que un percentatge significatiu de les adherències postoperatòries amb posterior obstrucció intestinal recurrent tenien lloc després d'intervenir aquesta part de l'abdomen. Sembla que l'oment és la principal estructura intraabdominal responsable de la formació d'adherències espontànies (és a dir, sense antecedents de cirurgia prèvia o d'infecció peritoneal) i de les complicacions que originen, especialment en persones d'edat avançada. En un altre estudi, l'abdomen agut infantil per infart de l'oment i adherències de la paret abdominal anterior es va associar amb menys del 0,6 per cent dels casos intervinguts quirúrgicament. Un mètode per reduir la formació d'adherències després de la cirurgia abdominal és la hidroflotació, gràcies a la qual els òrgans estan separats els uns dels altres perquè estan suspesos en una solució química.

### Operació del túnel carpià
Fer un ús prolongat d'una fèrula de canell durant la recuperació de la cirurgia del túnel carpià pot afavorir la formació d'adherències entre el nervi medià i els tendons flexors. Per aquesta raó, s'aconsella que les fèrules de canell només es facin servir per a la protecció de la zona a curt termini en entorns laborals. Si no es fa així, les fèrules no aconsegueixen millorar la força d'agafada manual, la força lateral de pessic o el dit de ressort. A més de l'adherència, les fèrules també poden causar problemes de rigidesa o flexibilitat.

## Tipus
Hi ha tres tipus generals d'adherències: membranoses, vasculars i cohesives, tot i que totes tenen una patofisiologia similar. Les adherències membranoses normalment no comporten problemes. Les adherències vasculars són problemàtiques.